# Demeldorf
Demeldorf ist ein Ortsteil der Gemeinde Schwarzhofen im Oberpfälzer Landkreis Schwandorf (Bayern).

## Geographische Lage
Demeldorf befindet sich ungefähr 5 Kilometer südwestlich von Schwarzhofen inmitten eines ausgedehnten Waldgebietes auf dem Westhang eines Höhenrückens, der sich in Nordwest - Südostrichtung zwischen Schwarzach und Auerbach hinzieht.
Der Höhenrücken wird von folgenden Bergen gebildet (von Nord nach Süd): Stab-Berg (465 m), Herzog-Berg (516 m), Tannen-Berg (535 m), Buchen-Berg (526 m), Atlas-Berg (568 m), Steinriegel (541 m) und Bursching (496 m).

## Geschichte

### Anfänge bis zum 18. Jahrhundert
In der Schlacht bei Hiltersried, die Pfalzgraf Johann 1433 gegen die Hussiten führte, starben fünf der mitkämpfenden Demeldorfer.
Demeldorf (auch: Dembldorff, Dembldorf) wurde im Salbuch 1499 schriftlich genannt als Zinsempfänger von der öde liegenden Rammühle am gegenüberliegenden Ufer des Auerbachs.
1522 hatte Demeldorf 5 Mannschaften, 1572 hatte es 6 Mannschaften und 1661 4 Mannschaften.
1622, 1632 und 1661 gab es in Demeldorf vier Höfe und zwei Güter.
1632 hatte Demeldorf 63 Rinder, 15 Schweine, 1 Ziege, 5 Bienenstöcke.
1661 nach Ende des Dreißigjährigen Krieges wurden für Demeldorf 2 Pferde, 41 Rinder, 3 Schweine, 4 Ziegen und 2 Bienenstöcke aufgeführt.
1762 lebten in Demeldorf 6 Eigentümer, 5 Inwohner, darunter ein Tagwerker, ein Groß- und ein Kleinhüter, und es gab ein Gemeinde-Hüthaus.

### 19. Jahrhundert bis Gegenwart
Entsprechend einer Verordnung von 1808 wurde das Landgericht Neunburg vorm Wald in 55 Steuerdistrikte unterteilt.
Dabei bildete Grasdorf mit den Ortschaften Demeldorf, Geratshofen, Höfen bei Grasdorf und Mallersdorf einen Steuerdistrikt.
Demeldorf hatte zu dieser Zeit 7 Anwesen und 44 Einwohner.
1820 wurden Ruralgemeinden gebildet.
Dabei entstand die Ruralgemeinde Demeldorf, die aus den Ortschaften Demeldorf mit 7 Familien, Geratshofen mit 7 Familien, Grasdorf mit 6 Familien, Höfen bei Grasdorf mit drei Familien und Mallersdorf mit vier Familien bestand.
Zum Stichtag 23. März 1913 (Osterfest) wurde Demeldorf als Teil der Pfarrei Schwarzhofen mit 10 Häusern und 70 Einwohnern aufgeführt.
Am 1. Februar 1960 wurde die Gemeinde Demeldorf in die Gemeinde Schwarzhofen eingegliedert.
Am 31. Dezember 1990 hatte Demeldorf 43 Einwohner und gehörte zur Pfarrei Schwarzhofen.

## Einwohnerentwicklung der ehemaligen Gemeinde Demeldorf
| Jahr | Einwohner |
| ---- | --------- |
| 1840 | 244       |
| 1861 | 214       |
| 1867 | 221       |
| 1871 | 225       |
| 1890 | 205       |
| 1900 | 195       |

| Jahr | Einwohner |
| ---- | --------- |
| 1910 | 189       |
| 1919 | 214       |
| 1933 | 198       |
| 1939 | 167       |
| 1946 | 170       |
| 1950 | 170       |